# Luigi Poletti (architect)

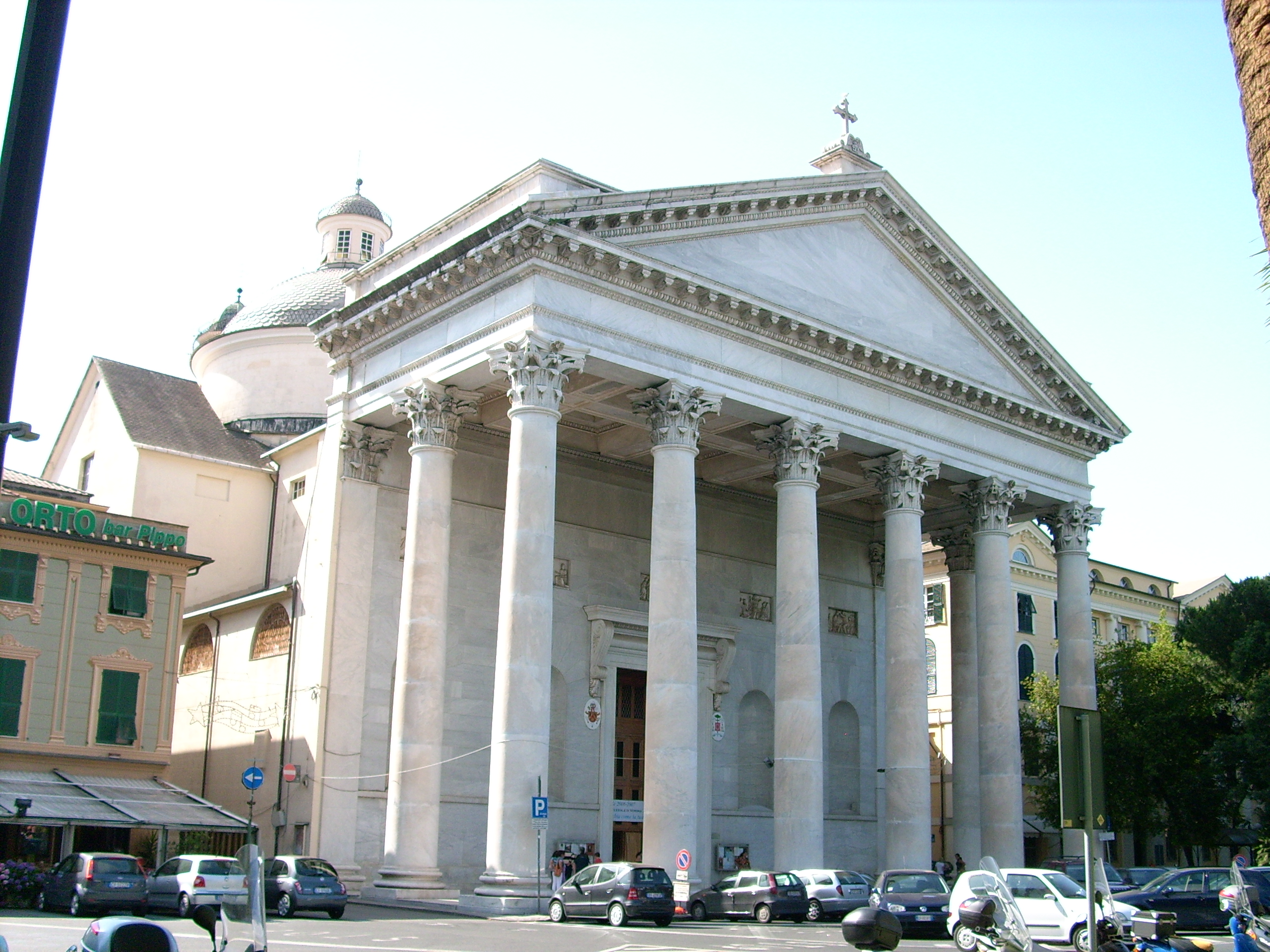
Pronaos van de kathedraal Nostra Signora dell'Orto in Chiavari

Luigi Poletti (Modena, 1792 – Milaan, 1869) was een Italiaans neoclassicistich architect uit de eerste helft van de 19e eeuw.  

## leven en werk
Luigi Poletti studeerde bouwkunst aan de Accademia Clementina in Bologna. Met steun van de hertog van Modena voltooide hij zijn studie in Rome. Hij was een leerling van Raffaele Stern (Rome, 1774 - Rome, 1820) en werkte met hem samen aan de uitbouw van het Chiaramonti Museum (Vaticaans museum). Poletti leidde de herbouw en restauratie van de basiliek van San Paolo fuori le Mura. Hij heeft in 1840 aan het Pantheon een priesterkoor toegevoegd en was verantwoordelijk voor de bouw van de schouwburgen in Fano (1845-1863) en Rimini (1857).  Poletti heeft de Basilica di Santa Maria degli Angeli in Assisi gerestaureerd (1836-1840) en de in 1962 afgebroken kerk Sant'Andrea degli Scozzesi in Rome (1869). Hij heeft meegewerkt aan de restauratie van het Lateraans Paleis. In 1833 heeft hij de restauratie verzorgd van Sint-Paulus buiten de Muren in Rome. De pronaos van de kathedraal Nostra Signora dell'Orto in Chiavari is een ontwerp van Poletti. Hetzelfde geldt voor de Colonna dell'Immacolata, een monument in Rome. Een van zijn leerlingen was Virginio Vespignani.